# Alleanza per un Nuovo Kosovo
Alleanza per un Nuovo Kosovo (in albanese Aleanca Kosova e Re, AKR) è un partito politico kosovaro, di orientamento liberale.
L'AKR è stato fondato il 3 maggio 2006 dall'uomo d'affari Behgjet Pacolli, proprietario della società svizzera di costruzioni e ingegneria Mabetex, già impegnata in lavori di restauro alla Casa Bianca e al Cremlino. 
Il partito ha da subito ottenuto un significativo consenso, quarto partito del paese con un 8% di sostegno secondo il sondaggio di aprile 2007 BBSS Gallup International. Alle elezioni del 2007 l'AKR ha ottenuto il 12,3% dei voti e 13 seggi dell'assemblea del Kosovo, terzo partito della nazione. Nella successiva legislatura è rimasto all'opposizione rispetto al governo di coalizione tra Partito Democratico del Kosovo (PDK) e Lega democratica del Kosovo (LDK), guidato da Hashim Thaçi.
Alle elezioni del 2010 l'AKR ha ottenuto 50.951 voti (il 7,29%) e 8 seggi.
Il 22 febbraio 2011 Behgjet Pacolli è stato eletto presidente del Kosovo da parte dei membri del Parlamento. Subito dopo essere diventato presidente, si è dimesso da leader dell'AKR a causa dei requisiti costituzionali contro le doppie cariche. Il 4 aprile 2011, il presidente Pacolli si è dimesso dopo che la sua elezione a Presidente è stata dichiarata incostituzionale dalla Corte Costituzionale del Kosovo. La maggior parte dei membri dell'opposizione del parlamento avevano boicottato le elezioni presidenziali a causa della loro insoddisfazione con i candidati, e la Corte ha pertanto invalidato l'elezione. 
L'AKR ha successivamente preso parte ad un governo di coalizione con il PDK di Hashim Thaçi, e Pacolli è stato nominato primo vice primo ministro del Kosovo. Egli è stato accusato di condurre una speciale task force di lobby per il riconoscimento dell'indipendenza del Kosovo in tutto il mondo.
Alle elezioni del 2014 l'AKR ha raccolto 34.170 voti (4,67%), non eleggendo alcun deputato al Parlamento del Kosovo.

## Risultati elettorali
| Elezione          | Voti    | Seggi    |
| ----------------- | ------- | -------- |
| Parlamentari 2010 | 50 951  | 8 / 120  |
| Parlamentari 2014 | 34 170  | 0 / 120  |
| Parlamentari 2017 | 185 884 | 29 / 120 |
| Parlamentari 2019 | 42 083  | 6 / 120  |